# AufhOHRchen
Das Festival aufhOHRchen ist das größte Volksmusikfestival im österreichischen Bundesland Niederösterreich.

## Entstehung
1992 gelang Hubert von Goisern mit seiner Interpretation einer überlieferten Tanzmelodie mit Hiatamadl ein Hit. In Folge wurden Volxmusik und ein neuer Zugang zum traditionellen Volkslied einem breiteren Publikum bekannt. Zeitgleich begann eine junge Generation, sich für das Archiv des niederösterreichischen Volksliedwerks zu interessieren und alte Melodien wiederzuentdecken. Um diesen Wiederentdeckungen und Neuinterpretationen Raum zu geben, wurde 1993 das Festival aufhOHRchen gegründet. Ziel des Festivals ist es seit Anfang, nicht nur Überliefertes zu bewahren, sondern die Musik weiterzuentwickeln und Raum für Experimentelles zulassen. 
Ende April 1993 fand das erste Volksmusikfestival aufhOHRchen in Tulln und St. Pölten statt. 1994 wanderte aufhOHRchen nach Hollabrunn und St. Pölten. Ab diesem Jahr wurde das Fest mit örtlichen Vereinen und Gruppen, Schulen und der Bevölkerung veranstaltet. Inzwischen nehmen pro Festival über 1000 Mitwirkende teil und ziehen zwischen 5.000 und 10.000 Besucher an. Veranstalter des Festivals ist die Volkskultur Niederösterreich.

## Festivalbausteine
Das Festival setzt sich aus mehreren Bausteinen zusammen: Straßenmusik, Wirtshausmusik, Gottesdienstgestaltungen, Symposium und das Open Air „Miteinander aufhOHRchen“, an dem sich alle Musikgruppen des Veranstaltungsorts beteiligen. Das Festival dauert meist dreieinhalb bis fünf Tage und besteht aus 20 bis 30 Teilveranstaltungen, die Highlights werden jährlich auf CD publiziert. In Kooperation mit Radio Niederösterreich besteht eine wöchentliche Radiosendung unter dem Titel aufhOHRchen. Neben dem Wanderfestival an unterschiedlichen Orten findet eine weitere aufhOHRchen-Veranstaltung seit 2002 einmal jährlich im Festspielhaus St. Pölten statt.

## Schauplätze
- 1993 Tulln und St. Pölten
- 1994 Hollabrunn
- 1995 Waidhofen an der Ybbs
- 1996 Kirchschlag in der Buckligen Welt
- 1997 Gaming
- 1998 Zwettl
- 1999 St. Valentin (Niederösterreich)
- 2000 Zwettl und Kirchschlag in der Buckligen Welt
- 2001 Mödling
- 2002 Scheibbs
- 2003 Poysdorf
- 2004 Neulengbach
- 2005 Kirchberg an der Pielach
- 2006 Horn  und Stift Altenburg
- 2007 Rossatz-Arnsdorf und Spitz
- 2008 Grafenwörth
- 2009 Pöggstall
- 2010 Retz
- 2011 Groß Gerungs
- 2012 Mank
- 2013 Gloggnitz
- 2014 Sieghartskirchen
- 2015 Allentsteig, Schwarzenau, Echsenbach und Göpfritz an der Wild
- 2016 Lilienfeld
- 2017 Pöchlarn und Ybbs
- 2018 Wiener Neustadt[1]
- 2019 Waidhofen an der Thaya[2]

## Weblink
- Offizielle Website